# 이석 (명나라)
이석(李錫)은 명나라말기의 수사(水師, 현재의 해군)장군이다. 1569년, 유명한 해적(왜구) 증일본(曾一本)을 체포하고 처결했다.

## 참고
- 《명사·이석전》
- 《엔싸이버 백과검색: 중국의 해적》